# Жайворонок (заказник)
Жайворонок — гідрологічний заказник місцевого значення в Україні. Розташований у межах Городнянської громади Чернігівського району Чернігівської області, між селами Бутівка та Полісся. 
Площа - 772 га. Оголошений рішенням Чернігівського облвиконкому від 24.12.1979 року № 561. 
Охороняється евтрофний болотний  масив у заплаві річки Мостище, де зростають осока гостра, лепешняк великий, рогіз широколистий, очерет звичайний, що має велике водорегулююче значення.